# Baphiopsis parviflora
Baphiopsis es un género de plantas con flores  perteneciente a la familia Fabaceae. Su única especie: Baphiopsis parviflora, es originaria de África tropical.

## Descripción
Es un arbusto o árbol que alcanza un tamaño de 2,5-15 m de altura, a menudo apoyándose, en expansión o horizontal.

## Ecología
Se encuentra en los pantanos y bosque tropical en el sotobosque; matorral costero en la arena; hasta una altitud de 1130-1310 metros.

## Taxonomía
Baphiopsis parviflora fue descrita por Benth. ex Baker y publicado en Flora of Tropical Africa 2: 256. 1871.
Sinonimia
- Baphiopsis stuhlmannii Taub.